# The Hobbit: An Unexpected Journey
The Hobbit: An Unexpected Journey (no Brasil, O Hobbit: Uma Jornada Inesperada) é um filme de fantasia e aventura de 2012, sendo o primeiro filme de uma série de três filmes, baseados no livro The Hobbit, de 1937, do escritor britânico J. R. R. Tolkien. Peter Jackson, que dirigiu a trilogia cinematográfica O Senhor dos Anéis, dirigiu, produziu e co-escreveu as três partes da série, que deveria inicialmente ter Guillermo Del Toro como diretor.
O filme é estrelado por Martin Freeman como Bilbo Bolseiro, Richard Armitage como Thorin e Benedict Cumberbatch como Smaug. Vários atores da trilogia O Senhor dos Anéis irão reprisar seus papéis, como Ian McKellen, Andy Serkis, Hugo Weaving, Cate Blanchett, Christopher Lee, Ian Holm e Elijah Wood. Além disso, o compositor Howard Shore, que compôs a trilha sonora de O Senhor dos Anéis, confirmou seu papel nas três partes do filme.
As três partes foram intituladas de O Hobbit: Uma Jornada Inesperada (The Hobbit: An Unexpected Journey), O Hobbit: A Desolação de Smaug (The Hobbit: The Desolation of Smaug) e O Hobbit: A Batalha dos Cinco Exércitos (The Hobbit: The Battle of the Five Armies). As duas últimas partes foram lançadas em 13 de dezembro de 2013 e 11 de dezembro de 2014, respectivamente.

## Enredo
O Hobbit começa com Bilbo Bolseiro já idoso se aproximando do seu aniversário de 111 anos, escrevendo seu livro chamado “Lá e de Volta Outra Vez”, que narra sua aventura quando jovem, na qual se uniu a um grupo de anões para recuperar um enorme tesouro e destruir o dragão que o guardava. 
Ele conta haver muito tempo, em uma terra bem distante à leste, o Reino anão de Erebor era um reino poderoso e próspero, mas com a ganância dos anões por ouro e riquezas, o reino foi tomado pelo dragão Smaug que o guardou durante 60 anos. 
Ele explica também o grande apreço de dragões por ouro. Enquanto isso, chega no recinto o seu jovem sobrinho, Frodo Bolseiro, que pergunta o que ele estava fazendo. Bilbo fecha o livro e diz que Frodo ainda não está pronto para lê-lo. Depois Bilbo sai para seu jardim e senta-se no banco, e a história retrocede então há sessenta anos, com o jovem Bilbo fumando despreocupado seu cachimbo de Hobbit quando aparece o velho mago Gandalf, o Cinzento, que o convida para uma grande aventura. Mas ele recusa a oferta e retorna ao interior de sua casa. 
Quando chega a noite, sua campainha toca e um por um vários anões chegam sucessivamente à casa de Bilbo.
Durante o jantar, o grupo conversa durante muito tempo com Bilbo sobre o motivo da aventura, seus detalhes, e a possibilidade de lucros, mas Bilbo resiste, até que o grupo decide partir sem ele, que não aceitara facilmente a proposta de unir-se na aventura de destruir o dragão Smaug e recuperar o ouro dos anões. 
Bilbo dorme e acorda apenas no outro dia, quando reflete melhor e decide se juntar ao grupo, assinando um contrato dado por Thorin, e partindo em viagem com eles. No outro dia à noite a companhia encontra uma fazenda abandonada e é surpreendida por três trolls: Tom, Bert e William, que roubam os pôneis da companhia para fazer o jantar, os Anões e Bilbo são capturados quando tentam reaver seus pôneis. 
Bilbo impede os trolls de comê-los com um jogo de perguntas e adivinhações até o amanhecer, quando Gandalf aparece e faz que os raios de sol iluminem os Trolls transformando-os em pedra. A companhia localiza a caverna dos Trolls e encontram tesouros e lâminas élficas, Thorin e Gandalf pegam cada um uma espada respectivamente Orcrist e Glamdring, Gandalf também encontra uma adaga élfica, que ele entrega a Bilbo. 
O mago Radagast, o Marrom, encontra Gandalf e a Companhia, e relata um encontro em Dol Guldur com o Necromante, um feiticeiro que corrompe Floresta das Trevas com magia negra. Perseguido por Orcs, Gandalf lidera a companhia através de uma passagem oculta até Valfenda. Lá Elrond divulga a existência oculta de uma porta secreta no mapa da companhia da Montanha Solitária, que seria visível apenas no dia de Durin. Gandalf se reúne com o Conselho Branco, composto por Elrond, Galadriel e Saruman, o Branco, e apresenta uma lâmina Morgul, uma arma do rei bruxo de Angmar, que Radagast obteve em Dol Guldur como um sinal de que o Necromante está ligado a um eventual retorno de Sauron. 
Enquanto Saruman pressiona a preocupação com o assunto mais presente sobre a missão dos Anões, solicitando que Gandalf dê um fim a ela, Gandalf revela secretamente a Galadriel que ele já havia antecipado isso e os Anões avançaram sem ele. Enquanto a companhia viaja para as Montanhas Sombrias, se vêem em meio a uma colossal batalha entre Gigantes de Pedra. Eles se refugiam em uma caverna e são capturados por Goblins, que os levam ao seu líder, o Grande Goblin. 
Ali acontece o momento chave de toda a saga, quando Bilbo se separa dos anões e encontra o Um Anel e o pega de Gollum, com quem faz um jogo de adivinhação, que vence por conta de sua última pergunta: “O que eu tenho no meu bolso?”, e Gollum não consegue adivinhar. Então Gollum se dá conta de que Bilbo estava com seu precioso anel e o ataca, mas Bilbo tropeça e o anel cai em seu dedo deixando-o invisível. Ele tira proveito deste fato e foge para fora da montanha e se junta novamente à companhia anã junto de Gandalf. 
Logo o grupo encontra Azog, o Profano, de quem fogem subindo em árvores. Thorin enfrenta Azog, e é gravemente ferido pelo seu Warg e cai desmaiado. Quando um orc ia matá-lo, o agora corajoso Bilbo Bolseiro o defende matando o orc. Depois chegam ao local as Águias previamente convocadas por Gandalf, que levam todos para Carrocha de onde Thorin e a companhia vêem a Montanha Solitária ao longe, onde um Smaug adormecido é acordado por um tordo batendo um caracol contra uma pedra.

## Elenco
- Martin Freeman como Bilbo Bolseiro[8]
- Ian McKellen como Gandalf, o Cinzento[9][10]
- Richard Armitage como Thorin Escudo de Carvalho[8]
- Graham McTavish como Dwalin[11]
- Ken Stott como Balin[12]
- Aidan Turner como Kíli[11][13]
- Dean O'Gorman como Fíli[14]
- Mark Hadlow como Dori[11]
- Jed Brophy como Nori[12]
- Adam Brown como Ori[15]
- John Callen como Óin[11]
- Peter Hambleton como Glóin[11]
- William Kircher como Bifur[12]
- James Nesbitt como Bofur[15]
- Stephen Hunter como Bombur[11]
- Andy Serkis como Gollum/Sméagol[16]
- Mikael Persbrandt como Beorn[12]
- Hugo Weaving como Elrond
- Cate Blanchett como Galadriel[12]
- Christopher Lee como Saruman, o Branco[17]
- Sylvester McCoy como Radagast, o Castanho[18]
- Jeffrey Thomas como Thrór[19]
- Mike Mizrahi como Thráin II[19]
- Ian Holm como Bilbo Bolseiro (velho)[20]
- Elijah Wood como Frodo Bolseiro[21]
- Benedict Cumberbatch como Smaug/Necromante
- Barry Humphries como Great Goblin[12]
- Manu Bennett como Azog
- Conan Stevens como Bolg
- Bret McKenzie como Lindir[22]
- Lee Pace como Thranduil[12]
- Jarred Blakiston como Musical Elf
- Andrew Fitzsimons como Elf
- Brendan Casey como Thranduil's Lieutenant
- Cameron Jones como Thranduil's Lieutenant

## Dublagem brasileira
Estúdio de dublagem - Delart
Produção
- Direção de Dublagem: Guilherme Briggs[23]
- Cliente: Warner Bros[23]
- Tradução: Sérgio Cantú[23]
- Revisão da Tradução: Ronald Kyrmse[23]
- Diretor Musical: Félix Ferrà[23]
- Técnico(s) de Gravação: Raphael Carestiato e Rodrigo Oliveira[23]

Elenco
- Alexandre Moreno[23]
- Luiz Carlos Persy[23]
- Márcio Simões[23]
- Guilherme Briggs[23]
- Ronaldo Júlio[23]
- Jorge Vasconcellos[23]
- Isaac Schneider[23]
- Marcos Souza[23]
- Clécio Souto[23]
- Reinaldo Pimenta[23]
- Mário Monjardim[23]
- Mauro Ramos[23]
- Júlio Chaves[23]
- Isaac Bardavid[23]
- Hélio Ribeiro[23]
- Marcelo Garcia[23]
- José Sant’Anna[23]
- Sérgio Cantú[23]
- Miriam Ficher[23]
- Ednaldo Lucena[23]
- Anderson Coutinho[23]

## Principais prêmios
Oscar 2013 (EUA)
0 vitórias de 3 indicações
- Indicado para Melhores Efeitos Visuais - Jim Rygiel, Randall William Cook, Alex Funke e Joe Letteri
- Indicado para Melhor Maquiagem - Richard Taylor, Peter Swords King, Rick Findlater
- Indicado para Melhor Direção de Arte - Dan Hennah

BAFTA 2013 (Reino Unido)
0 vitórias de 3 indicações
- Indicado para Melhores Efeitos Visuais - Joe Letteri, Eric Saindon, David Clayton, R. Christopher White
- Indicado para Melhor Maquiagem - Peter Swords King, Richard Taylor, Rick Findlater
- Indicado para Melhor Som - Tony Johnson, Christopher Boyes, Michael Hedges, Michael Semanick, Brent Burge, Chris Ward